# Cepphus carbo
El arao de anteojos (Cepphus carbo) es una especie de ave caradriforme de la familia Alcidae nativa de Asia Oriental.

## Descripción
Es una especie es de unos 38 cm de longitud con patas rojas, pico negro y un iris de color negruzco. Los adultos reproductores tienen un plumaje distintivo, principalmente de color negro hollín opaco, excepto por conspicuos 'anteojos' blancos en la cara. Las patas, el y los pies palmeados son de color rojo a rosa. Las aves jóvenes se parecen a las aves adultas en el plumaje, pero tienen las partes inferiores más marrón.

## Distribución
El área de distribución se restringe al noroeste del océano Pacífico: a lo largo del mar de Ojotsk y las Islas Kuriles en Rusia y en la isla norteña de Hokkaidō en Japón. Su área de distribución se solapa con la del arao pichón (Cepphus columba) con el que estrechamente relacionado, aunque se extiende más al norte.